# Hamburg
Hamburg, uradno Svobodno in hanseatsko mesto Hamburg (nemško Freie und Hansestadt Hamburg)  je drugo največje mesto v Nemčiji po Berlinu z 1,8 milijona prebivalcev, na osmem mestu v Evropski uniji in kot tudi največje mesto sindikatov, ki ni eno glavnih mest v svojih državah članicah. Je ena od 16 nemških zveznih dežel, ki jo obkrožata deželi Schleswig-Holstein na severu in Spodnja Saška na jugu in je največje mesto Severne Nemčije. V mestni metropolitanski regiji živi več kot pet milijonov ljudi. Hamburg leži ob reki Labi in dveh njenih pritokih, reki Alster, ki tvori dve veliki jezeri v mestu in reki Bille. Je tretje največje nemško govoreče mesto po Berlinu in Dunaju.
Uradno ime odraža hamburško zgodovino kot člana srednjeveške Hanseatske lige in svobodnega cesarskega mesta Svetega rimskega cesarstva. Pred združitvijo Nemčije leta 1871 je bil povsem suverena mestna država, pred letom 1919 pa je bila ustanovljena civilna republika, ki jo je ustavno vodil razred dednih velikih meščanov ali Hanseati. Med nesrečami, kot so Veliki požar v Hamburgu, poplave v Severnem morju iz leta 1962 in vojaški spopadi, vključno z bombardiranjem v drugi svetovni vojni, se je mesto po vsaki katastrofi uspelo dvigniti in postati bogatejše.
Hamburg je tretje največje pristanišče v Evropi. Glavna regionalna radiodifuzna hiša NDR, tiskarna in založba Gruner + Jahr ter časopisi Der Spiegel in Die Zeit imajo sedež v mestu. Hamburg je sedež najstarejše berlinske borze in najstarejše trgovske banka na svetu, Berenberg Bank. Medijska, komercialna, logistična in industrijska podjetja s pomembnimi lokacijami v mestu so multinacionalke Airbus, Blohm + Voss, Aurubis, Beiersdorf in Unilever.
Mesto gosti specialiste iz svetovne ekonomije in mednarodnega prava, vključno s konzularnimi in diplomatskimi predstavništvi Mednarodnega sodišča za pomorsko pravo, Fundacije EU-LAC in Unescovega inštituta za vseživljenjsko učenje, mednarodne politične konference in srečanja, kot je Evropa—Kitajska in G20. Nekdanji nemški kancler Helmut Schmidt, ki je vodil vlado osem let in Angela Merkel, nemška kanclerka od leta 2005, prihajata iz Hamburga.
Mesto privablja številne tuje in domače turiste. V letu 2016 se je uvrščalo na 18. mesto na svetu.  Speicherstadt in Kontorhausviertel sta bila leta 2015 uvrščena na Unescov seznam svetovne dediščine. 
Hamburg je pomembno znanstveno, raziskovalno in izobraževalno središče z več univerzami in inštituti. Med najpomembnejšimi kulturnimi prizorišči sta koncertna dvorana Elbphilharmonie in Laeiszhalle. Ustvaril je gibanja, kot je Hamburger Schule in utrl pot za skupine, vključno z The Beatles. Hamburg je znan tudi po več gledališčih in različnih glasbenih oddajah. St. Paulijev Reeperbahn sodi med najbolj znana evropska zabaviščna območja.

## Zgodovina

### Izvor
Ptolemaj (2. stoletje n. št.) je poročal o prvem imenu naselja v bližini kot Treva. 
Ime Hamburg prihaja iz prve stalne stavbe na mestu, gradu, ki ga je leta 808 odredil zgraditi cesar Karel Veliki. Dvigal se je na skalnatim terenom v močvirju med reko Alster in reko Labo kot obramba proti slovanskemu vdoru in ga imenoval Hammaburg, burg pomeni grad ali trdnjavo. Izvor Hamma je še vedno negotov , kot tudi točen položaj gradu. 

### Srednjeveški Hamburg
Leta 834 je bil Hamburg imenovan za sedež škofije. Prvi škof Ansgar, je postal znan kot apostol Severa. Dve leti kasneje je bil Hamburg združen z Bremnom kot hamburgško-bremenska škofija.
Hamburg je bil uničen in zaseden večkrat. Leta 845 je 600 vikinških ladij priplulo po Labi in uničile Hamburg, takrat mesto okoli 500 prebivalcev. Leta 1030 je kralj Mješko II. Lambert iz Poljske požgal mesto. Valdemar II. Danski je napadel in zasedel Hamburg leta 1201 in leta 1214. Črna smrt je leta 1350 pobila vsaj 60% prebivalstva . V srednjem veku je Hamburg doživel nekaj velikih požarov.
Leta 1189 je cesarska listina  Friderika I. Barbarosse Hamburgu odobrila status  svobodnega cesarskega mesta (ali prostotrgovinske cone) od spodnje Labe do Severnega morja. Leta 1265 je bilo domnevno ponarejeno pismo predloženo ali od Ratha iz Hamburga. Ta listina, skupaj s Hamburgovo bližino glavnih trgovskih poti v Severnem in Baltskem morju, je mesto hitro naredila za pomembno pristanišče v severni Evropi. Njegova trgovinska zveza z Lübeckom leta 1241 označuje izvor in jedro močne Hanseatske lige trgovskih mest. 8. novembra 1266 je pogodba med Henrikom III. in trgovci iz Hamburga omogočila, da so v Londonu ustanovili hanse. To je bilo prvič v zgodovini, da je bila beseda hanse uporabljena za trgovinski ceh Hanseatske lige. Leta 1270 je pravni zastopnik senata iz Hamburga Jordan von Boitzenburg napisal prvi opis civilnega, kazenskega in procesnega prava za mesto v Nemčiji v nemškem jeziku . 10. avgusta 1410 so ga civilni nemiri prisilili h kompromisu. Velja za prvo ustavo v Hamburgu. Leta 1529 je mesto sprejelo luteranstvo in prejelo reformirane begunce iz Nizozemske in Francije.

### Sodobni čas
Ko je Jan van Valckenborgh v 17. stoletju uvedel drugo vrsto utrdb za zaščito pred tridesetletno vojno, je razširil Hamburg in ustvaril "Novo mesto" (Neustadt), katerega imena ulic še vedno potekajo iz mrežnega sistema cest, ki jih je uvedel. [24]
Po razpadu svetega rimskega cesarstva leta 1806 svobodno cesarsko mesto Hamburg ni bilo vključeno v večje upravno območje in obdržalo posebne privilegije, postalo je suverena država z uradnim naslovom Svobodno in hanseatsko mesto Hamburg. Napoleon I. ga je za kratek čas pripeljal v Prvo Francosko cesarstvo (1804-1814 / 1815). Ruske sile pod generalom Bennigsenom so končno osvobodile mesto leta 1814. Hamburg je leta 1814 ponovno prevzel status svobodnega mesta. Dunajski kongres leta 1815 je potrdil neodvisnost Hamburga in postal je ena od 39 suverenih držav Nemške konfederacije (1815-1866).
Leta 1842 je bilo okrog četrtine mestnega jedra uničeno v "Velikem požaru". Požar se je začel 4. maja zvečer in ni bil pogašen do 8. maja. Uničil je tri cerkve, mestno hišo in številne druge stavbe, pustili je približno 20.000 brezdomcev, umrlo je 51 ljudi. Obnova je trajala več kot 40 let.
Po občasnih političnih nemirih, zlasti leta 1848, je Hamburg leta 1860 sprejel semidemokratsko ustavo, ki je predvidevala izvolitev senata, upravnega organa mestne države, s strani odraslih davkoplačevalcev. Druge inovacije so vključevale ločitev oblasti, ločitev cerkve in države, svobodo tiska, zbiranja in združevanja. Hamburg je postal član Severnonemške konfederacije (1866-1871) in Nemškega cesarstva (1871-1918) in ohranil status samoupravljanja v času Weimarske republike (1919-1933). Hamburg se je pridružil Nemški carinski uniji ali Zollverein leta 1888, zadnja (skupaj z Bremnom) nemških držav. Mesto je doživelo najhitrejšo rast v drugi polovici 19. stoletja, ko se je njegovo prebivalstvo več kot za četrtino povečalo na 800.000, saj je rast čezatlantske trgovine pripomogla, da je postal drugo največje pristanišče Evrope . Linija Hamburg-America z Albertom Ballinom kot njenim direktorjem, je postala največja čezatlantska ladjarska družba na svetu v začetku 20. stoletja. V mestu so bile ladijske družbe, ki so plule v Južno Ameriko, Afriko, Indijo in vzhodno Azijo. Hamburg je bil odhodno pristanišče za mnoge Nemce in vzhodnoevropske države, ki so šli v ZDA v poznem 19. in v začetku 20. stoletja. Trgovske skupnosti iz vsega sveta so se tam uveljavile.
Velik izbruh kolere leta 1892 je slabo vodila mestna oblast, ki je ohranila nenavadno stopnjo neodvisnosti za nemško mesto. Okoli 8600 ljudi je umrlo v največji nemški epidemiji v poznem 19. stoletju in zadnji večji epidemiji kolere v večjem mestu zahodnega sveta.

### Druga svetovna vojna
V nacistični Nemčiji (1933-1945) je bil Hamburg od leta 1934 do leta 1945 Gau (administrativna enota). Med drugo svetovno vojno je Hamburg utrpel vrsto letalskih napadov od zaveznikov, ki so uničili velik del mesta in pristanišča. 23. julija 1943 je Royal Air Force (RAF) ustvarila ogenj, ki se je razširil iz Hauptbahnhofa (glavna železniška postaja) in kmalu preselil na jugovzhod, popolnoma uničil celotna okrožja, kot so Hammerbrook, Billbrook in Hamm South. V teh gosto naseljenih okrožjih delavskega razreda je izginilo na tisoče ljudi. Napadi, ki so jih pri RAF označili kot operacija Gomora, je bilo ubitih vsaj 42.600 civilistov; natančna številka ni znana. Po končanih napadih je bilo evakuiranih približno en milijon civilistov. Medtem ko so bila po vojni uničena okrožja obnovljena kot stanovanjska okrožja, so bila druga, kot je Hammerbrook, v celoti razvita v pisarne, za maloprodajo in omejena stanovanjska ali industrijska območja.
Menijo, da je vsaj 42.900 ljudi izginilo  v koncentracijskem taborišču Neuengamme (približno 25 km izven mesta na močvirju), večinoma zaradi epidemij in bombardiranja RAF na koncu vojne.
Hamburg je imel največjo koncentracijo Judov v Nemčiji. Sistematične deportacije judovskih Nemcev in pripadnikov Nemcev judovskega porekla se je začelo 18. oktobra 1941. Vsi so bili usmerjeni v gete v okupirani Evropi ali v koncentracijske taborišča. Večina izgnanih oseb je izginila v holokavstu. Do konca leta 1942 je bila Jüdischer Religionsverband v Hamburgu razpuščena kot neodvisna pravna oseba, preostala sredstva in osebje pa je prevzela Reichsvereinigung der Juden in Deutschland (okrožje Northwest). 10. junija 1943 je Reichssicherheitshauptamt razglasil Reichsvereinigung z odlokom . Nekaj preostalih zaposlenih, ki niso bili zaščiteni z mešanimi porokami, so bili deportirani iz Hamburga 23. junija v Theresienstadt, kjer je večina njih umrla. 

### Povojna zgodovina
3. maja 1945, se je tri dni po smrti Adolfa Hitlerja, Hamburg predal britanskim silam. Po drugi svetovni vojni je postal del britanske cone okupacije; leta 1949 je postala država takratne Zvezne republike Nemčije.
Od leta 1960 do 1962 so The Beatles začeli svojo kariero, tako da so igrali v različnih glasbenih klubih v mestu, kot je Star klub.
16. februarja 1962 je poplava v Severnem morju povzročila, da je Laba močno narasla, kar je povzročilo poplave ene petine Hamburga in je umrlo več kot 300 ljudi.
Notranja nemška meja - le 50 km vzhodno od Hamburga - je ločila mesto od večine njegovega zaledja in zmanjšala svetovno trgovino v Hamburgu. Od ponovne združitve Nemčije leta 1990 in pristopa več srednjeevropskih in baltskih držav v Evropsko unijo leta 2004 si je pristanišče Hamburg ponovno začelo prizadevati za vzpostavitev svojega položaja kot največjega morskega pristanišča za kontejnerski ladijski promet in glavni trgovinski in trgovski center.

## Geografija

### Lega in obseg
Hamburg leži na južnem koncu Jutlandije, zemljepisno osredinjeno (a) med celinska Evropo in Skandinavijo in (b) med Severnim in Baltskim morjem. Mesto leži na sotočju reke Labe z rekama Alster in Bille, središče mesta pa ob umetnih jezerih Binnenalster (»Notranja Alster«) in Aussenalster (»Zunanji Alster«). Najvišja vzpetina v mestu je Hasselbrack na meji s Spodnjo Saško (116 m nmv).
Pred in v ustju Labe 100 km proti severozahodu ležijo trije otoki, ki pripadajo mestu: Neuwerk, Scharhörn in Nigehörn.
Hamburg v današnjih mejah obstaja od leta 1937, ko je z Zakonom o Velikem Hamburgu (Groß-Hamburg-Gesetz) izgubil nekatere eksklave v sosednji Prusiji, pridobil pa predmestja Altona, Harburg in Wilhelmsburg.

### Prebivalstvo
V 17. stol. je bil Hamburg največje nemško mesto, saj mu je tridesetletna vojna prizanesla. Največje število prebivalcev v svoji zgodovini je mesto doseglo leta 1964 (1,9 milijona). Zaradi izseljevanja iz mestnega središča v predmestja (suburbanizacija) je do leta 1986 število prebivalcev padlo na 1,6 milijona, od takrat pa zopet naraslo na današnjih 1,8 milijona. Projekcije kažejo, da se število v naslednjih 20 letih lahko povzpne do 2 mio. Hamburg bi tako bil najhitreje rastoča nemška metropola.
Ob koncu leta 2016 je imelo 31,5 % prebivalcev tuje državljanstvo.

## Mestna oblast
Hamburški mestni svet (Hamburgische Bürgerschaft) je obenem tudi deželni parlament. Prvi župan (Erster Bürgermeister) predseduje Senatu (Senat), ki opravlja naloge vlade. Hamburg ima tudi svoje naddeželno sodišče (Hanseatisches Oberlandesgericht Hamburg) in ustavno sodišče (Hamburgisches Verfassungsgericht).
Na volitvah 29. februarja 2004 je prvič v zgodovini absolutno večino v Mestnem svetu dobila CDU, ki je od tedaj vladala sama. Opozicijo so sestavljali SPD in Zeleni.

### Okrožja
Hamburg je sestavljen iz sedmih okrožij (nemško Bezirke) in razdeljen na 104 četrti (nemško Stadtteile). Obstaja 181 vasi (nemško Ortsteile). Urbano organizacijo ureja Hamburška ustava in več zakonov. Večina četrti so bila nekdanja neodvisna mesta ali vasi, ki so bila priključena v Hamburg. Zadnja velika aneksija je bila opravljena z aktom Veliki Hamburg leta 1937, ko so mesta Hamburg, Altburg, Harburg in Wandsbek združena v zvezno deželo Hamburg. Zakon o ustavi in upravi Hanseatskega mesta Hamburg je določil Hamburg kot državo in občino. Nekatere okrožja in četrti so bile večkrat preurejene.
Vsako okrožje vodi okrožni svet (nemško Bezirksversammlung) in ga upravlja lokalni upravitelj (nemško Bezirksamtsleiter). Okrožja niso neodvisna: njihova moč je omejena in podrejena senatu Hamburga. Upravitelja izvoli okrožni svet, nato pa ga potrdi in imenuje senat v Hamburgu. Četrti nimajo nobenih upravnih teles. Leta 2008 so bile okrožja: Hamburg-Mitte, Altona, Eimsbüttel, Hamburg-Nord, Wandsbek, Bergedorf in Harburg.
Hamburg-Mitte ("Hamburg center") pokriva predvsem mestno središče in je sestavljen iz četrti Billbrook, Billstedt, Borgfelde, Finkenwerder, HafenCity, Hamm, Hammerbrook, Horn, Kleiner Grasbrook, Neuwerk, Rothenburgsort, St. Pauli, Steinwerder, Veddel, Waltershof in Wilhelmsburg. Četrti Hamburg-Altstadt ("staro mesto") in Neustadt ("novo mesto") sta zgodovinski izvor Hamburga.

## Gospodarstvo
Hamburg je trgovsko, prometno in storitveno središče nadregionalnega pomena. Njegovo širše območje spada med najpomembnejša industrijska območja v Nemčiji. BDP po kupni moči na prebivalca dosega v Hamburgu indeks 195,2 (EU27: 100) (2004) in je na četrtem mestu med vsemi regijami Evropske unije, za Londonom, Brusljem in Luksemburgom.

### Industrija
Najpomembnejši sektorji so proizvodnja industrijskih dobrin široke potrošnje, letalska (Airbus), kemična, elektrotehnična, strojna industrija in ladjedelništvo.

### Promet
Hamburško pristanišče je največje v Nemčiji, za nekatere vrste tovora (kava, preproge) pa tudi največje na svetu. Večina prometa je kontejnerskega (leta 2006 so pretovorili rekordnih 8,8 milijonov kontejnerjev). Razvoj pristanišča in članstvo v Hansi sta vse od srednjega veka vplivala na razvoj mesta.
Hamburg je največje železniško vozlišče severne Evrope.

### Storitve
Hamburg je največje bančno središče severne Nemčije.
Mnoge velike medijske družbe imajo svoj sedež v Hamburgu. Tu izhajajo Der Spiegel, Stern in Die Zeit. Skupaj se v Hamburgu ustvari polovica vsega nemškega nadregionalnega tiska. Poleg tega ima tu svoj sedež nemška tiskovna agencija dpa. Javna radiotelevizijska postaja NDR za skoraj celotno področje severne Nemčije ima tu svoj sedež in proizvaja informativni program za celotno Nemčijo.
Hamburg spada med dvajset največjih svetovnih kongresnih središč.

## Znamenitosti

### Arhitektura
Hamburg ima arhitekturno pomembne stavbe v številnih slogih in nič nebotičnikov. Cerkve so pomembna znamenitost, kot je  cerkev svetega Nikolaja, ki je bila kratek čas v 19. stoletju najvišja stavba na svetu. Druge najpomembnejše cerkve (Hauptkirchen) so še: cerkev svetega Mihaela (z vzdevkom "Michel"), svetega Petra, svetega Jakoba in svete Katarine prekrita z bakrenimi ploščami in stolp Heinrich-Hertz-Turm, radijski in televizijski stolp (ni več javno dostopen).
Številne potoke, reke in kanale prečka okoli 2500 mostov, več kot v Londonu, Amsterdamu in Benetkah skupaj . Hamburg ima več mostov znotraj svojih mestnih meja kot katerokoli drugo mesto na svetu . Pomembni so  Köhlbrandbrücke, Freihafen Elbbrücken in Lombardsbrücke in Kennedybrücke, ki delijo Binnenalster in Aussenalster.
Mestna hiša je bogato okrašena neorenesančna stavba, dokončana leta 1897. Stolp je visok 112 metrov. Njena fasada, dolga 111 m, prikazuje cesarje svetega rimskega cesarstva, saj je bil Hamburg kot svobodno cesarsko mesto samo pod suverenostjo cesarja . Chilehaus, opečno ekspresionistično stavbo s pisarnami, zgrajeno leta 1922, je zasnoval arhitekt Fritz Höger in je oblikovana kot oceanska linijska ladja.
V Evropi največji urbanistični razvoj mestnih območij od leta 2008 bo HafenCity, hiša za okoli 10.000 prebivalcev in 15.000 delavcev. Načrt vključuje modele Rema Koolhaasa in Renza Piana. Elbphilharmonie (Elbejeva filharmonična dvorana), odprta januarja 2017, koncertna hiša v obliki jadra na vrhu starega skladišča, ki so ga oblikovali arhitekti Herzog in de Meuron. 
Veliko parkov je razdeljeno po celotnem mestu, zaradi česar je mesto Hamburg zelo zeleno mesto. Največji parki so Stadtpark, Ohlsdorf in Planten un Blomen. Stadtpark ima veliko trate in ogromen vodni stolp, v katerem je en največjih planetarijev v Evropi. Park in njegove zgradbe je v 1910-ih oblikoval Fritz Schumacher.
Razkošni in prostorni park Planten un Blomen (narečno za "rastline in rože") v središču Hamburga, je zeleno srce mesta. V parku so razni tematski vrtovi, največji japonski vrt v Nemčiji in Alter Botanischer Garten Hamburg, ki je zgodovinski botanični vrt, zdaj predvsem iz rastlinjakov.
Botanischer Garten Hamburg je sodoben botanični vrt, ki ga vzdržuje Univerza v Hamburgu. Poleg teh je še več parkov različnih velikosti. Leta 2014 je Hamburg praznoval rojstni dan parkovne kulture, ko so se številni parki rekonstruirali in očistili. Poleg tega so od maja do začetka oktobra vsako leto v parku Planten un Blomen slavni koncerti vodne svetlobe.

## Kultura

### Jezik
Do 19. stol. je bila nizka nemščina prevladujoči jezik, a jo je do 20. stol. izrinila visoka nemščina, ki je bila že od 16. stol. pridobivala na pomenu. Vseeno hamburški dialekt ohranja mnoge elemente nizke nemščine in se jasno ločuje od drugih severnonemških dialektov.

### Izobraževanje
V Hamburgu sta dve javni univerzi: Univerza Hamburg in Tehniška univerza Hamburg-Harburg, poleg njiju pa še številne javne in zasebne visoke šole.

### Vera
Manj kot polovica prebivalcev v Hamburgu je vernih. Konec leta 2015 je 27,0% prebivalstva pripadalo Severnolabsko evangeličansko-luteranski cerkvi, največjemu verskemu telesu in 10,7% pa rimskokatoliški cerkvi. ostalih 55% je izjavilo, da niso verni.
Hamburg je od leta 1993 tudi sedež katoliške nadškofije.
Zaradi svojih pomorskih povezav v Hamburgu tradicionalno deluje velika skupina manjših verskih skupnosti. Tu je leta 1834 nastala prva nemška baptistična skupnost. V mestu so prisotni tudi Judje in od 1960-ih tudi muslimani.

### Gledališče, opera, balet
Hamburg ima dve državni (Deutsches Schauspielhaus, Thalia Theater) in več zasebnih gledališč. 
Prva operna hiša v Nemčiji je bila 2. januarja 1678 ustanovljena v Hamburgu. Danes sodi med uglednejše v svetu, ravno tu je npr. Placido Domingo začel svojo kariero v Evropi. Tu domuje tudi eden najboljših svetovnih baletnih ansamblov.

### Šport
Nogometni klub Hamburger SV, ki ima sedež v mestu, je bil edini izmed ustanoviteljev Bundeslige, ki je v najvišji zvezni ligi igral nepretrgoma od prve sezone Bundeslige 1962/63 do izpada v 2. Bundesligo maja 2018. FC St. Pauli je drug pomemben mestni klub, ki je tudi že igral v Bundesligi.
Kot veliko mesto Hamburg v zadnjih letih uspešno trži svoj lastni maraton in kolesarsko dirko po mestu.
V letih 1974 in 2006 je Hamburg gostil Svetovno prvenstvo v nogometu, leta 2007 pa še Svetovno prvenstvo v rokometu.

## Pobratena mesta
Hamburg je pobraten z:
| - Sankt Peterburg, Rusija, od 1957 - Marseille, Bouches-du-Rhône, Provence-Alpes-Côte d'Azur, Francija, od 1958 - Šanghaj, Kitajska, od 1986 - Dresden, Nemčija, od 1987 - León, Nikaragva, od 1989 | - Osaka, Japonska, od 1989 - Praga, Češka, od 1990 - Čikago, ZDA, od 1994 - Dar es Salaam, Tanzanija, od 2010 |